# Akadsko kraljestvo

Akadsko kraljestvo je bilo kraljestvo v Mezopozamiji. 
Akadsko kraljestvo je starodavni semitski imperij s središčem v mestu Akad in okoliških regijah v antični Mezopotamiji, ki je združevalo vse avtohtone Akadsko govoreče Semite in sumerske govorce pod eno, praviloma večjezično kraljestvo. Akadsko kraljestvo je nadzorovalo Mezopotamijo, Levant ter dele Irana.
V 3. tisočletju pred našim štetjem se je razvilo zelo intimno kulturno sožitje med Sumerci in semitskimi Akadci, ki je vključevalo obsežno dvojezičnost. Akadci so postopoma nadomestiti sumerščino kot govorjen jezik nekje ob prelomu 3. in 2. tisočletja pred našim štetjem (natančen datacija je predmet razprave).
Akadsko kraljestvo je doseglo politični vrh med 24. in 22. stoletjem pred našim štetjem, po osvajanjih njegovega ustanovitelja Sargon Akadski (2334 - 2279 pr. n. št.). Pod Sargonom in njegovimi nasledniki je bil Akadski jezik uveden v sosednjih osvojenih državah, kot je bil Elam. Akad se včasih šteje kot prvi imperij v zgodovini, čeprav so bili pred njimi že Sumerci.
Po padcu Akadskega kraljestva, so se akadski prebivalci Mezopotamije razdelili v dva glavna akadsko govoreča naroda: asirski na severu in nekaj stoletij kasneje, babilonski na jugu.

## Mestna država Akad
Natančno arheološko najdišče mesta Akad še niso našli. Oblika Agade v Sumeriji, na primer v Seznamu sumerskih kraljev; kasneje asirsko-babilonski obliki Akkadû ("ali pripadati Akadu") verjetno izhaja iz tega. Izvor in pomen Akada (pisna a.ga.dèKI ali URIKI) niso znani. Stoletja kasneje novobabilonski kralj Nabonid omenja v svojih zapisih, da je bilo čaščenje Ištar v Agade kasneje nadomeščeno z imenom boginje Anunit, katere svetišče je bilo v Sipparju, ki kaže na bližino mest Sippar in Agade. Kljub številnim iskanjem, mesta niso nikoli našli. Ena teorija drži, da se je Agade nahajal nasproti Sipparja na levem bregu Evfrata in je morda najstarejši del mesta Sippar. Druga teorija je, da so ruševine Akada pod modernim Bagdadom. Bojda je bilo mesto uničeno ob napadu Gutijcev s padcem Akadskega kraljestva.
Prva znana omemba mestne države Akad je v napisu Enšakušana iz Uruka, kjer naj bi premagali Agade, kar kaže, da je obstajala tudi pred prihodom Sargona iz Akada, ki mu Sumerska seznam kraljev pripisuje, da jo je zgradil. Akad je enkrat omenjen v Tanakh - Mojzesovi knjigi 10:10: temelj Nimrodovega kraljestva je bil Babilon, Erech, Akad in Calneh v Šinarju (JPS). Grško (LXX) črkovanje v tem odlomku je Archad.

## Zgodovina

### Nastanek
Govorci akadskega jezika, se zdi, da so bili že prisotni v Mezopotamiji na pragu zgodovinskega obdobja in kmalu dosegli premoč s prvo kiško dinastijo  in številnih krajih severno od Sumerije, kjer so vladarji z akadskimi imeni že obstajali v 3. tisočletju pred našim štetjem. Kralj Sargon se pogosto navaja kot prvi vladar skupnega kraljestva Akada in Sumerije, čeprav v zadnjem času odkriti podatki kažejo, da je bila sumerska širitev v času predhodnih kraljev, vključno Lugal-Anne-Mundu za Adab, Eannatum za Lagash in Lugal-Zage-Si.

#### Sargon in njegovi sinovi
Sargon Akadski (Sharru-kin = "legitimni kralj", verjetno je naslov vzel za izkazovanje moči) je porazil in ujel Lugal-Zage-Sija v bitki za Uruk in ustanovil svoj imperij. Najstarejši zapisi v akadskem jeziku datirajo iz časa Sargona. Sargon je trdil, da je sin La'ibum ali Itti-Bel, ponižen vrtnar in morda tempeljske prostitutke ali svečenice, Ištar ali Inanne. Ena legenda povezana s Sargonom v asirskih časih pravi, da:
"Moja mama je bila podtaknjeno dete, očeta nisem poznal. Bratje mojega očeta so ljubili hribe. Moje mesto je Azurpiranu (polja divjih zelišč), ki se nahajajo na bregovih Evfrata. Moja mama me je spočela skrivaj in na skrivaj rodila. Postavila me je v košarico iz rogoza in z bitumnom zapečatila pokrov. Vrgla me je v reko. Reka me je rodila in me odplavila k Akkiju, zajemalcu vode. Akki, zajemalec vode me je vzel za svojega sina in me redil. Akki me je imenoval za svojega vrtnarja. Medtem ko sem bil vrtnar mi je Ištar dodela svojo ljubezen in za štirin(petdeset ?) .. let sem bil vladar". 
Kasneje trdi Sargon, da je bila njegova mati entu svečenica (visoka svečenica). Sprememba je bila morda potrebna za zagotovitev potomcev plemstva. 
Prvotno točaj (Rabshaqe), pri kralju Kisha s semitskim imenom Ur-Zababa, je Sargon tako postal vrtnar, ki je bil odgovoren za obračun iz namakalne kanale. Ta mu je dal dostop do disciplinirane skupine delavcev, ki so prav tako lahko služil kot njegovi prvi vojaki. Izpodriva Ur-Zababa in Sargon se krona za kralja in začne kariero tujih osvajanj. Štirikrat je napadel Sirijo in Kanaan in v treh letih obvladal države »na zahodu« in jih združil v Mezopotamiji »v en imperij«.
Vendar je Sargon ta proces še nadaljeval, osvajal številne okoliške regije in ustvaril imperij, ki je segel na zahod do Sredozemskega morja in morda celo na Ciper (Kaptara); na severu do gora (kasneje Hetitski tekst trdi, da se je boril z Hetiskim kraljem Nurdaggal iz Burushanda, tudi v Anatolijo), proti vzhodu čez Elam in na jug do regije Magan (Oman), nad katerimi je domnevno kraljeval domnevno 56 let. Razširil je trgovino iz rudnikov srebra v Anatoliji, lapis lazulija v Afganistanu, cedre iz Libanona in bakra iz Magana. Konsolidacija mestnih državic v Sumeriji in Akadu je odražala vse večjo gospodarsko in politično moč Mezopotamije. Žitnica imperija je bil namakalni sistem severne Mezopotamije (Asirija), zgrajena pa je bila tudi veriga trdnjav za nadzor nad cesarsko pridelavo pšenice.
Stele s sliko Sargona so postavili na obalah Sredozemlja v znak njegovih zmag in mesta in palače so bile zgrajene doma z bogastvom iz osvojenih dežel. Elam in severni del Mezopotamije (Asirija / Subartu) je tudi podredil in upornike odložil v Sumerji. Iz glinastih plošč pogodb je bil ugotovljen datum v letih kampanj proti Kanaanu in Sarlaku, kralju Gutijcev. Hvalil se je, da je podjarmil štirih strani neba - dežele okoli Akada na severu (Asirija), na jugu (Sumerija), na vzhodu (Elam) in zahodu (Martu). Nekatera od prvih zgodovinopisnih besedil (ABC 19, 20) kažejo, da je obnovil mesto Babilon (Bab-Ilu) na svoji novi lokaciji v bližini Akada. 
Sargon je v svojem dolgem življenju pokazal posebno obzirnost do sumerskih božanstev, zlasti Inanne (Ištar), njegove zavetnice in Zababa, bojevniškega boga Kisha. Sam sebe je imenoval maziljenec duhovnik Anu in veliki ensi od Enlila in njegova hči Enheduanna, je bila nameščena kot svečenica v templju Nanna v Uru.
Težave se začnejo proti koncu njegove vladavine. Kasnejša babilonska besedila pravijo:
"V njegovi starosti so se vse dežele uprle proti njemu in so oblegali mesto Akad" ... ampak " šel je tja v boj in jih premagal, večkrat jih je potolkel in uničil veliko vojsko".
To se nanaša na pohod v Elam, kjer je porazil koalicijsko vojsko, ki jo je vodil kralj Awan, kjer je prisilil poražence da postanejo njegovi vazali. Prav kmalu je izbruhnil še en upor:
"Subartu (gorska asirska plemena) zgornje države so po vrsti napadali, vendar so bili premagani in Sargon uniči njihova bivališča in jih hudo udari".
Sargonu so hudo nasprotovali tudi v visoki starosti. Težave so spet izbruhnile v času vladanja njegovih sinov, ko so upori izbruhnili med 9-letno vladavino Rimuša (2278-2270 pr.n.št.), ki se je trdo boril za ohranitev imperija in bil uspešen, dokler ni bil umorjen od lastnih dvorjanov. Starejši brat Rimuša, Maništuš (2269-2255 BC) je vladal 15 let. Kasnejši kralji se zdi, da so se borili proti 32 kraljem, ki so se zbrali zoper njega in prevzeli nadzor nad svojimi državami, kar so danes Združeni arabski emirati in Oman. Kljub uspehu, podobno kot njegovega brata, se zdi, da so ga umorili v palači.

#### Naram-Sin
Maništušov sin in naslednik, Naram-Sin (2254–2218 pr. n. št.) zaradi obsežnih vojaških osvajanj prevzame cesarski naziv »kralj Naram-Sin, kralj štirih strani neba« (Lugal Naram-Sîn, Šar kibrat 'arbaim), štirih strani neba kot sklicevanje na cel svet. Bil je tudi prvič v sumerski kulturi naslovljen kot bog v Agade (Akad) (sumersko = DINGIR, Akadsko = ilu), v nasprotju s prejšnjim verskim prepričanjem, da so kralji le predstavniki ljudstva pred bogovi. To ga je soočilo z upori na začetku vladanja, vendar jih je hitro zatrl.
Naram-Sin je prav tako zabeležil osvojitev Ebla (danes Tell Mardikh v Siriji), kakor tudi Armanum in njenega kralja. Armanum se je nahajal ob reki Evfrat med Eblom in Tell Brakom, najverjetneje trdnjavo Bazi - kompleks Tall. Da bi bolje nadzoroval področje, je zgradil kraljevsko prebivališče v Tell Braku, na križišču v osrčju kotline reke Khabur v Jezirah. Naram-Sin je vodil pohod proti Maganu, ki mu je prav tako nasprotoval; Naram-Sin »je krenil proti Magan in osebno ujel Mandanna, njenega kralja«, kjer je uvedel namestnike za zaščito glavne ceste. Grožnja je prihajala iz severnih gora Zagrosa, Lullubijci in Gutijci. Kampanja proti Lullubijcem je privedla do izdelave znamenite stele Zmaga Naram-Šuena, ki je zdaj v Louvru. Hetitski viri trdijo, da je Naram-Sin iz Akada vpadel v Anatolijo, se bojeval s Hetiti in Hurianskim kraljem Pamba iz Hättija, Zipani iz Kaneša in 15 drugimi. Na novo odkrita akadska bogastva so lahko temeljila na slabih podnebnih razmerah, velikih kmetijskih presežkih in zaplembo bogastva drugih narodov.
Gospodarstvo je bilo zelo načrtovano. Zrnje je bilo očiščeno in obroki žita in olja so bili razdeljeni v standardiziranih posodah narejenih od mestnih lončarjev. Davki so bili plačani za proizvodnjo in delo v javnih stavbe, vključno z mestnim obzidjem, templji, namakalnimi kanali in plovnimi potmi, ki proizvajajo ogromne kmetijske presežke.
V kasnejših asirskih in babilonskih besedilih ime Akad, skupaj s Sumerjem se zdi, kot del kraljevskega naziva, kot je v sumerščini LUGAL KI.EN.GIRKI URUKI ali akadščini Šar māt Šumeri u Akkadi, prevedeno s kralj Sumerja in Akada. Ta naziv je prevzel kralj, ki je prevzel nadzor nad Nippurjem, intelektualnim in verskim središčem južne Mezopotamije.
V Aakadski dobi je akadski jezik postal lingua franca na Bližnjem vzhodu in je bil uradno uporabljan v upravi, sumerščina pa je ostala kot govorjeni in knjižni jezik. Širjenje akadščine je segalo od Sirije do Elama in celo elamitski jezik je bil začasno napisan v mezopotamskem klinopisu. Akadska besedila so kasneje našla pot do oddaljenih krajev, iz Egipta (obdobje Amarna) in Anatolije, do Perzije (Behistun).

### Propad Akadskega kraljestva
Akadsko kraljestvo je propadlo leta 2154 pred našim štetjem, v 180 letih od svoje ustanovitve v obdobju Dark Age, ki je trajalo vse do vzpona tretje dinastije iz Ura leta 2112 pred našim štetjem. Do konca vladavine Naram-Sinovega sina, Šar-kali-šarrija (2217 - 2193 pr. n. št.), je imperij oslabel. Prišlo je obdobje anarhije med letoma 2192 in 2168 pred našim štetjem. Shu-Durul (2168 - 2154 pr. n. št.) je obnovil nekdaj centralizirano organizacijo, vendar ni mogel preprečiti konca imperija pred invazijo barbarskih ljudstev iz gorovja Zagros, znanih kot Gutijci.
Malo je znanega o Gutijski dobi, oziroma kako dolgo je trajala. Klinopisni viri kažejo, da je uprava Gutijcev malo skrbela za ohranjanje kmetijstva, pisno evidenco ali javno varnost, bojda so sprostili vse domače živali, da so se prosto gibale okoli po Mezopotamiji in kmalu je prišla lakota in astronomska cena žita. Upad je sovpadal s hudo sušo povezano s podnebnimi spremembami, ki so se pojavljale po vsem območju od Egipta do Grčije. Sumerski kralj Ur-Nammu (2112 - 2095 pr. n. št.) je Mezopotamijo očistil Gutijcev v času njegove vladavine.
Nedavno je bilo predlagano, da je regionalni padec na koncu Aakadskega obdobja povezan s hitro naraščajočo izsušitvijo, ker ni bilo padavin na območju antičnega Bližnjega vzhoda, kar je povzročilo stoletno globalno sušo. H. Weiss et al. pravi »Arheološki in  stratigrafični podatki tal opredelijo izvor, rast in propad Subirja, namakalno kmetijsko civilizacijo tretjega tisočletja severne Mezopotamije na Sirski visoki planoti. 2200 pred našim štetjem je izrazito povečanje suše in vetra posledica vulkanskega izbruha, kar je sprožilo precejšnje poslabšanje pogojev rabe zemljišč. Po štirih stoletjih življenja v mestih, so te nenadne klimatske spremembe očitno povzročile opustitev Tell Leilan, regionalno zapustitve in propad Akadskega kraljestva s sedežem v južni Mezopotamiji. Sinhroni kolaps v sosednjih regijah kaže, da je bil vpliv nenadnih klimatskih sprememb obsežen.«  Peter B. de Menocal je pokazal vpliv nihanja Severnega Atlantika na potek toka rek Tigrisa in Evfrata v tem času, kar je privedlo do razpada Akadskega kraljestva. 
Seznam sumerskih kraljev opisuje Akadsko kraljestvo po smrti Šar-kali-šara:
"Kdo je bil kralj? Kdo ni bil kralj? Irgigi kralj; Nanum, kralj; Imi kralj; Ilulu, kralj— štirje kralji, ampak je vladali le tri leta. Dudu je vladal 21 let; Shu-Turul, Dudujev sin je vladal 15 let. … Agade je bil poražen in so ga odnesli iz Uruka. V Uruku Ur-ningin vlada 7 let, Ur-gigir, sin Ur-ningina vlada 6 let; Kuda vlada 6 let; Puzur-ili vlada 5 let, Ur-Utu vladal 6 let. Uruk so preplavile Gutjske horde.
Vendar pa ni znano, letno-ime ali drugi arheološki dokazi o teh kasnejših kraljih Akada ali Uruka, z izjemo enega samega artefakta, ki se sklicuje na kralja Duduja iz Akada. Imenovani kralji Uruka bi lahko bili sodobniki zadnjih kraljev Akada, vendar v nobenem primeru ne bi mogli biti zelo pomembni.
Zapisi iz Tell Leilan v Severni Mezopotamiji kažejo kaj se je morda zgodilo. Mesto je bilo opuščeno kmalu po izgradnji masivnih mestnih zidov, obnovi templjev in reorganizaciji proizvodnje žita. Naplavine, prah in pesek ne kažejo nobene človeške aktivnosti. Vzorci tal kažejo fin pesek, nobene sledi dežja in namigujejo na sušno in vetrovno podnebje. Najdena okostja ovc in goveda kažejo, da so poginile zaradi suše in več kot 28.000 ljudi je zapustilo mesto iščoč bolj vodnate kraje. Tell Brak se je skrčil za 75%. Trgovina je propadla. Nomadska ljudstva kot so bili Amoriti so se premaknili bližje vodnim virom in s tem prinesli konflikt z akadsko populacijo. Ta podnebni kolaps je vplival na celotni Bližnji vzhod.
Leta 2600 pr. n. št. se je gladina Evfrata in Tigrisa znižala za 1,5 m. Rivalstvo med pastirji in kmeti se je povečalo. V tretjem obdobju Ura so z izgradnjo 180 km dolgega zidu poskušali odgnati Amorejce. To je privedlo do večje politične nestabilnosti.
Obdobje med okoli 2112 in 2004 pr. n. št. je znano kot tretje obdobje Ura. Dokumenti so spet napisani v sumerščini, čeprav je sumerščina postala zgolj literarni in liturgični jezik, podobno kot latinščina kasneje v srednjeveški Evropi.

### Prerokba
Kasnejši material opisuje, kako je Akad propadel zaradi napada Naram-Sina na mesto Nippur. Ob pozivu nekaj neugodnih preročišč, je kralj zapustil E-Kur tempelj, ki naj bi ga varoval bog Enlil, vodja panteona. Rezultat tega je bil, da naj bi osem glavnih božanstev v Anunnaki panteonu umaknilo podporo Akadu.
Vrsto let so mislili, da je prerokba o Akadu izmišljena. Toda dokazi iz Tell Leilana in nedavne ugotovitve povišanih usedlin na morskem rogu v Omanu kažejo datum obdobja propada akadske družbe in da so tu podnebne spremembe lahko igrale pomembno vlogo. 

## Vlada
Akadska vlada je oblikovala klasični standard, s katerim so se vse prihodnje mezopotamske države primerjale. Tradicionalno je bil ensi najvišji funkcionar sumerskih mestnih državic. V kasnejših obdobjih je postal ensi, s poroko z boginjo Inanna, upravičen vladati s soglasjem božanstev.
Na začetku je bil monarhov lugal (lu = moški, gal = velik) podrejen duhovniškemu ensi in je bil imenovan v času težav, toda v kasnejših dinastičnih časih, se je lugal pojavil kot posebna vloga, ki ima svojo lastno "é" (= hiša) ali »palača«, neodvisno od ustanovitve templja. V Mesalimovem času, ko je dinastija vladala v mestu Kiš, je bila priznana vloga šar kiššati (= kralj Kisha) in je bila cenjena eminenca v Sumeriji, verjetno zato, ker je bilo mesto na sotočju dveh rek in kdor je imel nadzor nad Kishem, je nadziral namakalne sisteme v drugih mestih dolvodno.
Kot je Sargon razširil ozemlje iz Spodnjega morja (Perzijski zaliv), v Zgornje morje (Sredozemlje), se je zdelo, da je vladal »skupini dežel pod nebom« ali »od sončnega vzhoda do sončnega zahoda«, kot je zapisano v sodobnih besedilih. Pod Sargonom je ensi ohranil svoj položaj, vendar pa je bilo več pokrajinskih glavarjev. Naslov šar kiššati je postal priznan v pomenu »gospodar vesolja«. Sargon je celo zabeležen kot organizator pomorskih odprav v Dilmun (Bahrajn) in Magan, prvih organiziranih vojaških pomorskih odprav v zgodovini. Ali je to storil tudi v primeru Sredozemlja s Kraljevino Kaptara (verjetno Ciper), je vprašljivo.
Naram-Sin, Sargonov vnuk je šel še dlje kot z Sargon, s kraljem, ne samo, da bi bila postavljena »Gospodar štirih strani neba (Zemlje)«, ampak tudi povzdignjen v rang dingir (= boga), z lastnim templjem. Prej je vladar lahko, tako kot Gilgameš, postal božanski po smrti, ampak Akadski kralji, od Naram-Sina dalje, so bili obravnavani kot bogovi na zemlji že za časa svojega življenja. Njihovi portreti so jih prikazovali v večji velikosti kot navadne smrtnike in na neki oddaljenosti. 
Strategija, ki sta jo izvajala tako Sargon kot Naram-Sin je bila, ohraniti nadzor nad državo z namestitvijo svojih hčera Enheduanna in Emmenanna kot visoke svečenice boginje Sin (akadska različica sumerske boginje lune Nanna v Uru, v skrajno južni Sumeriji), do imenovanja sinov kot deželnih ensi guvernerjev na strateških lokacijah ali poročiti svoje hčere z vladarji obrobnih delov cesarstva (Urkeš in Marhaše). Dobro dokumentiran primer slednjega je, da je Naram-Sinova hči Tar'am- Agade v Urkešu. 

## Gospodarstvo
Prebivalstvo Akada, tako kot skoraj vse stare države, je bilo v celoti odvisno od kmetijstva v regiji. Imeli so dve glavni središči: namakana kmetijska zemljišča v južnem Iraku, ki so že imela tradicionalno donos 30 zrn za vsako posejano zrno in deževna območja v severnem Iraku, znan kot »Zgornja država«.
Južni Irak v Akadskem obdobju se zdi, da je imel manj kot 20 mm padavin na leto, kar pomeni, da je bilo kmetijstvo v celoti odvisno od namakanja. Pred tem obdobjem je napredovala salinacija tal, ki je bila posledica slabo dreniranega namakanje, kar je zmanjšalo pridelek pšenice v južnem delu države in vodilo k prehodu na bolj slani zemlji prilagojeno pridelavo ječmena. Mestno prebivalstvo je tam doseglo vrhunec že do 2600 pred našim štetjem, zato so bili ekološki pritiski vse hujši, kar je prispevalo k dvigu militarizma očitnega tik pred Akadskim obdobjem (razvidno iz Jastrebova stela iz Eannatuma - tretje dinastično obdobje v Mezopotamiji (2600–2350 pr. n. št.). Bojevanje med mestnimi državicami je privedlo do upada prebivalstva, iz katerega je vstal Akad. Poznali so visoko stopnjo kmetijske produktivnosti, ki jim je omogočila izjemen porast gostote prebivalstva (največ v tedaj znanem svetu), s čimer je imel Akad tudi vojaško prednost.
Vodnatost v regiji je bila zelo visoka in redna, saj so zimske nevihte polnile povirje Tigrisa in Evfrata od oktobra do marca, taljenje snega pa od marca do julija. Poplave, ki so bile stabilne od okoli 3000 do 2600 pred našim štetjem so začele izostajati tako, da je bil v Akadskem obdobju vodostaj pol metra do metra nižji kot prej. Pri tako ravninski državi in vremenski negotovosti so bile poplave veliko bolj nepredvidljive kot v primeru Nila; serijske poplave so bile reden pojav, ki je zahteval stalno vzdrževanje namakalnih jarkov in kanalizacije. Kmetje so bili pozvani za to delo med avgustom in oktobrom - obdobje pomanjkanja hrane - pod nadzorom mestnih tempeljskih organov, s čimer so lajšali brezposelnost. Na eni od glinenih tablic so našli zapis, da je bila to splošna Sargonova navada, da je učinkovito organiziral velike skupine ljudi; na plošči piše: " Sargon, kralj, ki je Enlil brez tekmeca - 5.400 bojevnikov porabi kruh na dan pred njim". 
Letina je bila v pozni pomladi in v suhih poletnih mesecih. Nomadski Amorejci iz severozahoda so pasli svoje črede ovc in koz na strnišču in onesnaževali reke in kanale za namakanje. Za ta privilegij bi morali plačati davek v volni, mesu, mleku in siru v templjih, ki bi distribuirali te izdelke uradnikom in duhovščini. V dobrih letinah je bilo vse v redu, v slabih letih pa so ko so bili naravni zimski pašniki slabi, so nomadi pasli svoje črede na žitnih poljih, čemur so nasprotovali kmetje. Subvencioniranje južnih prebivalcev z uvoženo pšenico iz severa imperija je začasno premagala te težave in zdi se, da je to omogočilo oživitev gospodarstva in rast prebivalstva v tej regiji.
Sumerci in Akadci so imeli presežek kmetijskih proizvodov, vendar jim je manjkalo skoraj vse ostalo, zlasti rude, les in kamen, kar vse je bilo treba uvoziti. Akad se je zato širil do »srebrnih gora« (morda gorovje Taurus), po cedre v Libanon in bakrene rude v Magan, kar je botrovalo zagotavljanje nadzora nad tem uvozom. Ena plošča glasi: »Sargon, kralj Kisha, je zmagal v štiriintridesetih bitkah (v mestih), do roba morja (in) uničil njihova obzidja. Naredil ladje iz Meluhha, ladje iz Magana (in) ladje iz Dilmuna zvezal ob pomolu za Agade. Sargon, kralj sam izmučen stopi pred (bog) Dagan (in) ponižno prosi (in) (Dagan), da mu je dal zgornja zemljišča in sicer Mari, Yarmuti, (in) Ebla, do goszov cedre (in) do srebrnih gora«.

## Kultura

### Jezik
Med 3. tisočletjem pred našim štetjem, je bilo razvito zelo intimno kulturno sožitje med Sumerci in Akadci, ki je vključevalo obsežno dvojezičnost. Vpliv sumerščine na akadščino (in obratno) je razviden na vseh področjih, od izposoje besed v velikem obsegu, do sintaktične, morfološke in fonološke konvergence. To je spodbudilo učenjake, da se sklicujejo na sumerščino in akadščino v tretjem tisočletju kot sprachbund (jezikovno področje). Akadščina kot govorjen jezik je nekje ob prelomu 3. in 2. tisočletja pred našim štetjem postopoma nadomestila sumerščino. Točno datiranje je še vedno predmet razprav. Sumerščina se je še naprej uporablja v bogoslužju, ceremonialih, literaturi in kot znanstveni jezik v Mezopotamiji do 1. stoletja našega štetja.

### Pesnica – svečenica Enheduanna
Sumerska literatura se je nadaljevala v bogatem razvoju v Akadskem obdobju (znan primer je Enheduanna). Enheduanna, "žena (sumersko dam= visoka svečenica) boginje Nanna (sumerska boginja lune) in hči Sargona" v templju Sin v Uru, ki je živela okoli 2285-2250 pred našim štetjem, je prva pesnica v zgodovini, ki jo poznamo po imenu. Njena znana dela so Hvalnice boginji Inanna, Povzdigovanje Inanne in In-nin sa-gur-ra. Tretje delo, Temple Hymns, zbirka posebnih hvalnic, obravnava svete templje in njihove stanovalce, božanstvo, kateremu so bili posvečeni. Dela te pesnice so pomembna, saj kljub temu, da začne z uporabo tretje osebe, jih prestavi v prvi osebi z glasom same pesnice in jih označujemo kot pomemben člen razvoja pri uporabi klinopisa. Kot pesnica, princesa in svečenica, je bila oseba, ki je po mnenju Williama W Halla "določila standarde v vseh treh njenih vlogah za mnoga naslednja stoletja". 
Zmagoslavje Inanne,
Enheduanna prikazuje Inanno kot discipliniranje človeštva kot bitke boginje. Ona je tako združuje lastnosti bojevite akadske Ištar, za tiste nežnejšega sumersko boginjo ljubezni in plodnosti. Inanno primerja z veliko nevihtno ptico, ki strmoglavi navzdol na manjše bogove in jih pošilja plapolat kot presenečene netopirje. Nato pa v verjetno najbolj zanimiv del himne; Enheduanna sama stopi naprej v prvi osebi z recitiranjem lastne pretekle slave, o ustanovitvi njeno verodostojnosti in razloži svojo sedanjo stisko. Ona je bila izgnana kot visoka svečenica iz templja v mestu Uru in Uruk in izgnana v stepo. Ona prosi boginjo lune Nanna za posredovanje, ker je mesto Uruk, pod vladarjem Lugalanne, ki se je uprl Sargonu. Upornik Lugalanne je celo uničil tempelj Eanna, enega največjih templjev v antičnem svetu, nato pa dvoril svoji svakinji.

### Tehnologija
Ena plošča iz tega obdobja se glasi: »(Od prvih dni) nihče ne bi naredil kip iz svinca, (vendar) Rimuš, kralj Kisha, je imel kip samega sebe iz svinca. Stal je pred Enlilom; in recitiral njegove vrline (Rimušovi) bogovom.« Bakreni kip Bassetki, odlit z metodo izgubljenega voska, priča o visoki ravni znanja in spretnosti obrtnikov v akadskem obdobju.

### Dosežki
Imperij je bil povezan s cestami, po katerih je potekala redna poštna storitev. Glineni pečati, ki so se uporabljali so nosili imena Sargona in njegovega sina. Menijo, da so poznali tudi katastrski izris in eden od dokumentov v zvezi s tem navaja, da se nanaša na Uru-Malik, čigar ime se zdi, da kaže Kanaanski izvor, guvernerja dežele Amorejcev ali Amurru kot se je imenovalo polnomadsko ljudstvo Siriji in Kanaan kot so jih imenovani v Akadu. Verjetno je, da je bila prva zbirka astronomskih opazovanj in zemeljskih znamenj najdena v Sargonovi knjižnici. Najstarejši seznam "imen leta", pri čemer so vsako leto vladanja kralja poimenovali po pomembnem dogodku, ki ga ta kralj izvedel, datum, od vladavine Sargona dalje. Seznami teh "imen let" so postali koledarski sistem, ki se je uporabljal v večini neodvisnih mezopotamskih mestnih državicah. V Asiriji pa je leto bilo imenovano za letno predsedujočega limmu uradnika, ki ga je imenoval kralj, ne pa za dogodek.